# Lighthouse (banda)
Lighthouse é uma banda rock canadiana, formada em Toronto em 1968. Na sua música estão presentes elementos de música rock, jazz, música clássica e swing. A banda ganhou o prémio Juno na categoria de Melhor Grupo Canadiano nos anos 1972, 1973 e 1974.

## Membros da Banda

### Trompas
- Paul Adamson
- Sam Alongi
- Joe Ambrosia
- John Capon
- Bruce Cassidy
- Arnie Chycoski
- Don Englert
- Doug Gibson
- Dale Hillary
- Chris Howells
- Keith Jollimore

- Russ Little
- Mike Malone
- John Naslen
- Pete Pantaluk
- Howard Shore
- Larry Smith
- Rick Stepton
- Freddy Stone
- Dave Tanner
- Simon Wallis
- Rick Waychesko

### Cordas
- Donald Whitton
- Dick Armin
- Paul Armin
- Don Dinovo
- Ian Guenther
- Myron Moskalyk
- John Ogilvie
- Leslie Schneider
- Howie Wiseman

### Bateria e percussão
- John Dell
- Billy King
- Skip Prokop
- Tom Wills
- Ronny Schreff

### Vozes
- Dan Clancy
- Pinky Dauvin
- Bob McBride
- Ralph Cole
- Skip Prokop
- Al Staniforth
- Doug Billard

### Baixo
- Grant Fullerton
- Doug Moore
- Dennis Pendrith
- Terry Wilkins
- Al Wilmot
- Louie Yacknin

### Teclas
- Paul Hoffert
- Don Paulton
- Donald Quan
- Sam See
- Larry Smith
- Rod Phillips

### Guitarra
- Ralph Cole
- Trevor Veitch
- Skip Prokop

## Discografia
- Lighthouse (1969) RCA
- Suite Feeling (1969) RCA
- Peacing It All Together (1970) RCA
- One Fine Morning (1971) GRT (USA)/Vertigo (Europe): lançado no iTunes em 2008
- Thoughts of Moving On (1971) GRT (USA)/Vertigo (Europe): lançado no iTunes em 2008
- One Fine Light (1971) RCA
- Lighthouse Live! (1972) GRT  (recorded live at Carnegie Hall)
- Sunny Days (1972) GRT released on itunes in 2008
- Can You Feel It (1973) GRT released on itunes in 2008
- Best of Lighthouse (1974) GRT
- Good Day (1974) GRT released on itunes in 2008
- The Best of Lighthouse - Sunny Days Again (1989) Denon
- Song of the Ages (1996)
- The Best of Lighthouse - Sunny Days Again (1998) True North
- Song of the Ages (1999)
- 40 Years Of Sunny Days (2009) ole/Universal